# Johann Georg Plersch

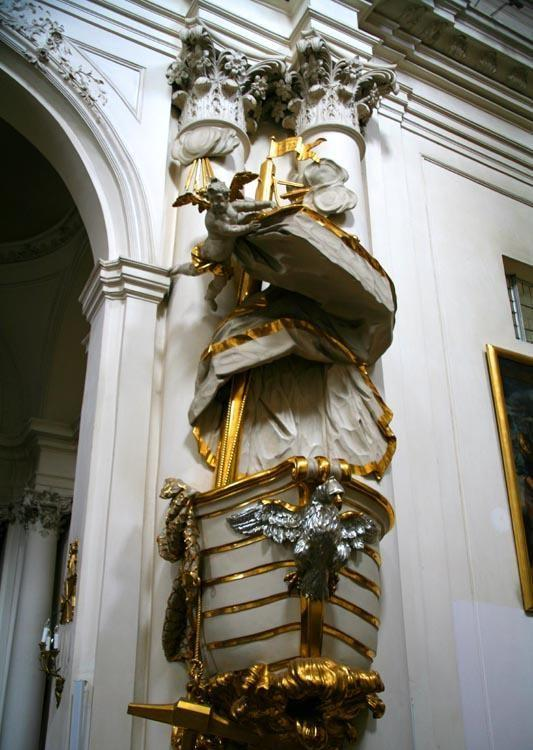
Kanzel in der Warschauer Salesianerinnenkirche

Johann Georg Plersch (polnisch Jan Jerzy Plersch) (* 1704 oder 1705; † 1. Januar 1774) war ein Warschauer Bildhauer deutscher Abstammung. Über seine Herkunft gibt es keine sicheren Dokumente. Möglicherweise war er Schüler von Balthasar Permoser in Dresden. Er hat 1729 Marianne Magdalene Fontana, Tochter des Warschauer Architekten Józef Fontana geheiratet. Von seinen acht Kindern wurde der älteste Sohn Jan Bogumił Plersch (Johann Gottlieb Plersch) Porträtmaler. 
Johann Georg Plersch war seit 1723 in Wilanów tätig, schuf dort Skulpturelemente des Wilanower Palastes. In der Mitte der 1730er Jahre wurde er zum Hofbildhauer polnischer Könige ernannt. Er wurde vor 1737 im Sächsischen Bauamt in Warschau angestellt. 1741–1752 schuf er Skulpturen im Warschauer Königsschloss. 
Er gründete in Warschau eine Steinmetzwerkstatt, die Aufträge für viele Warschauer Kirchen und Adelsresidenzen erstellte, u. a. die allegorischen Skulpturen im Sächsischen Garten. 
Sehr viele seiner Werke wurden 1944 vernichtet. Zu den erhaltenen Werken zählen die Fassadenskulpturen und die Kanzel in der Warschauer Salesianerinnenkirche (Kościół Wizytek) in der Krakauer Vorstadt.

## Im Sächsischen Garten in Warschau

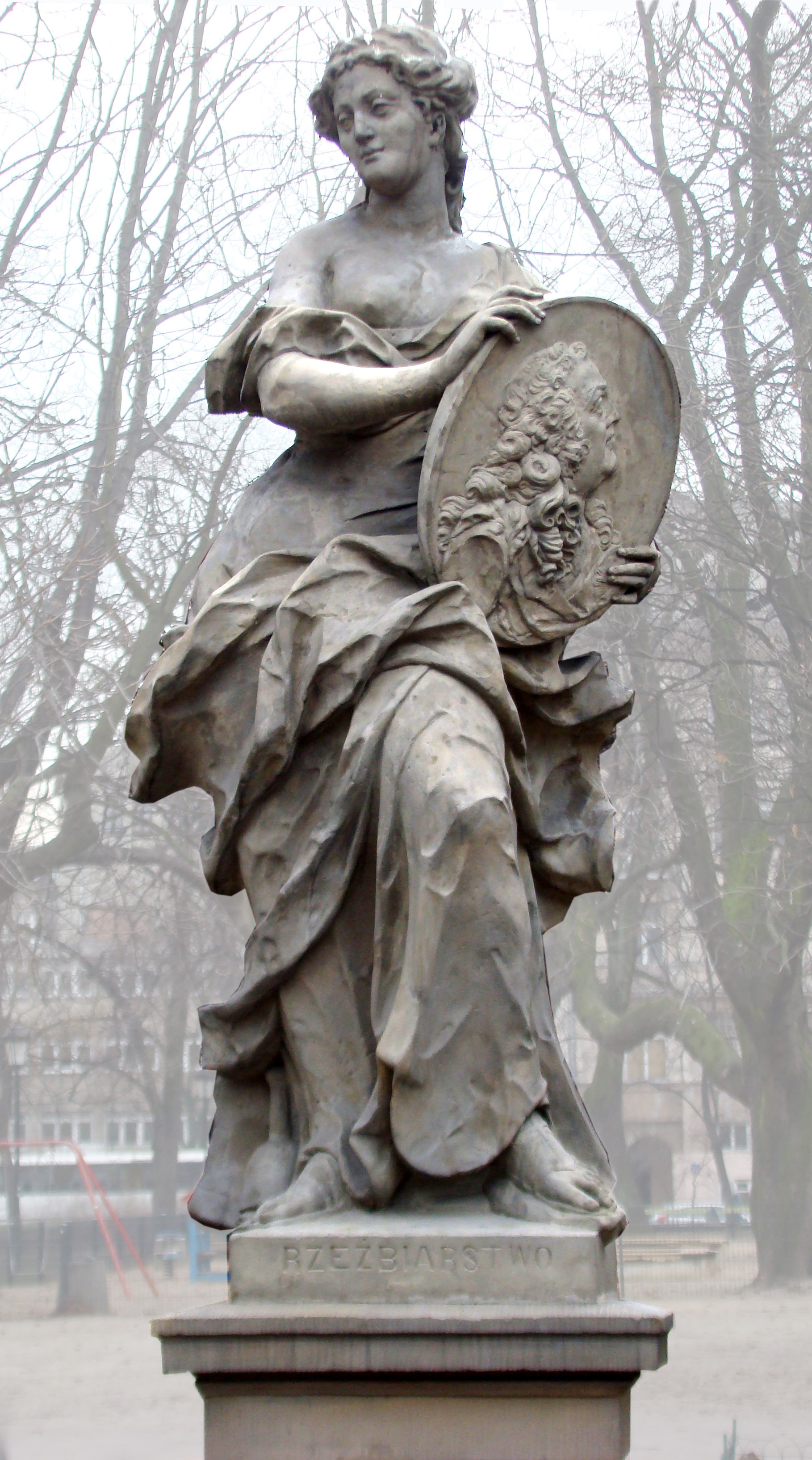
Skulptur
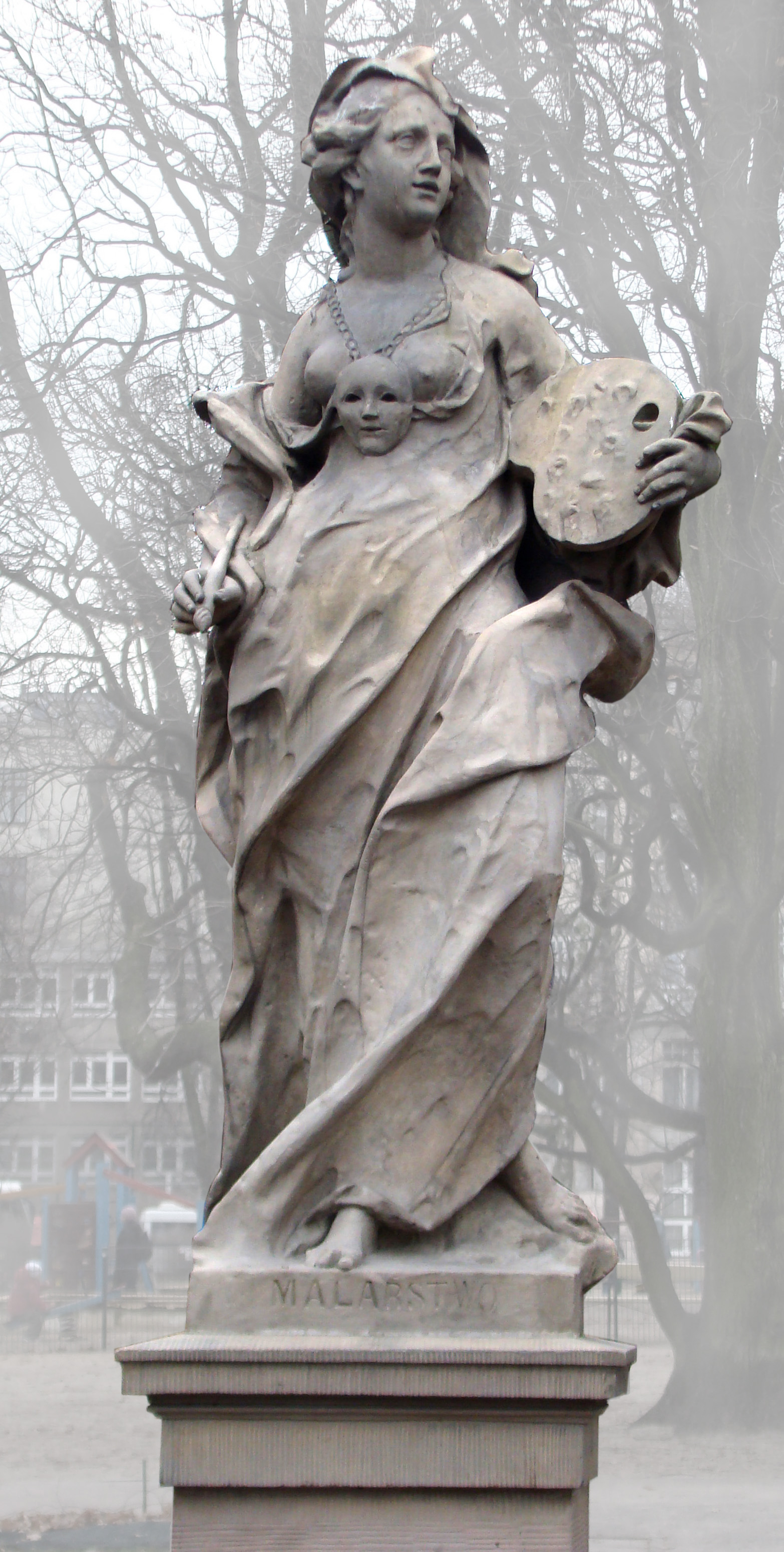
Malerei
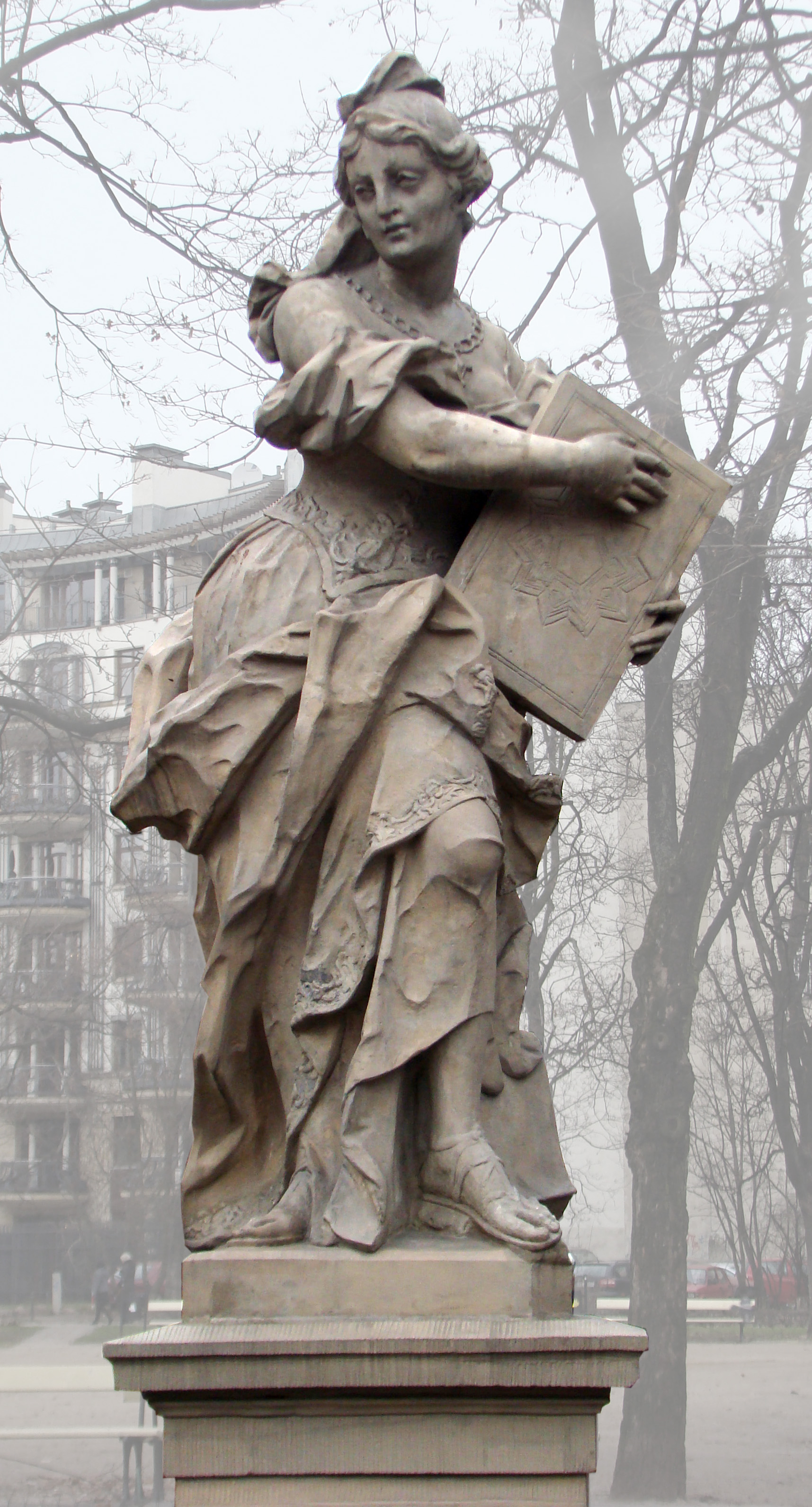
Architektur
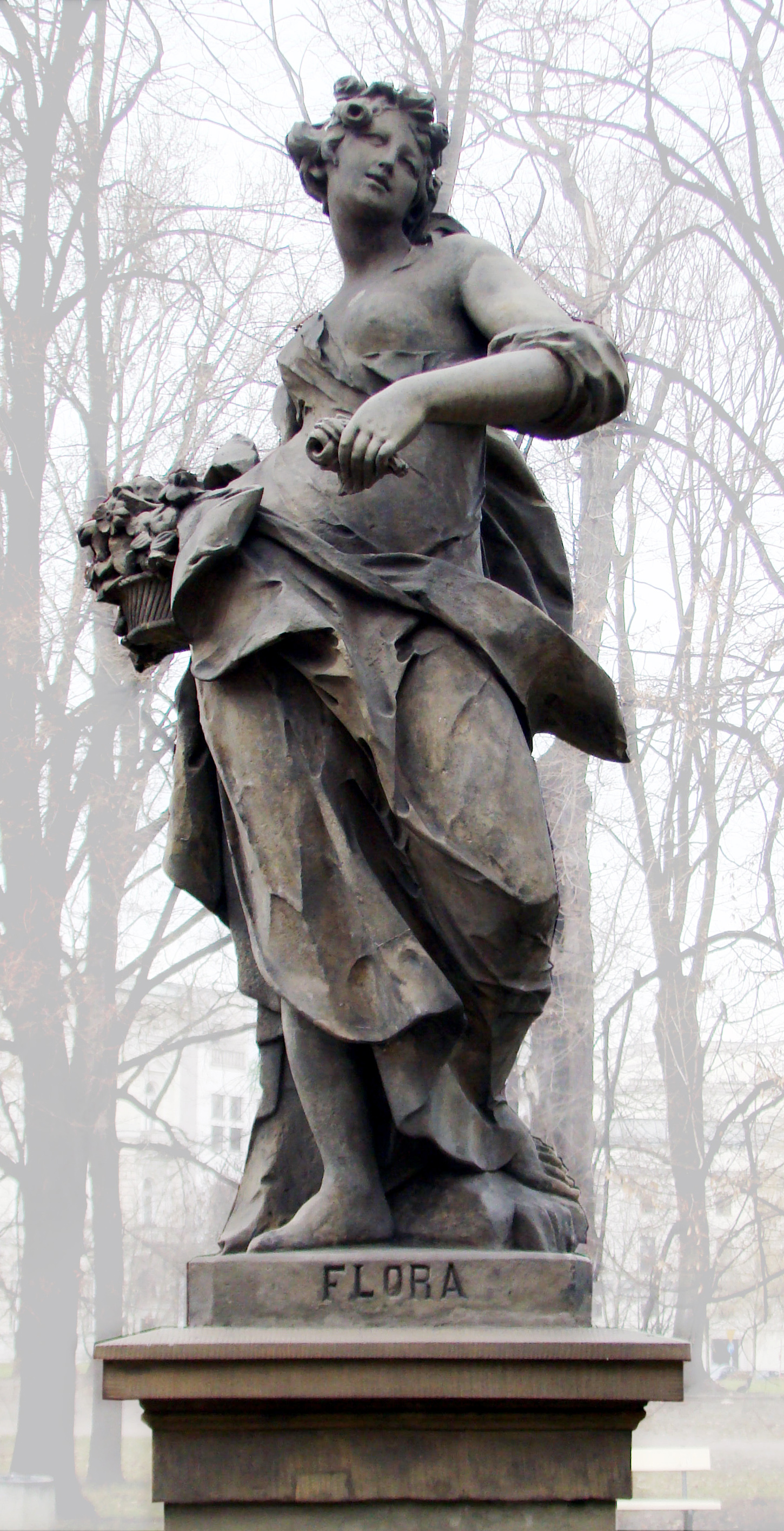
Flora

## Bibliografie
- D. Kaczmarzyk: Nowe materiały do monografii Jana Jerzego Plerscha, Biuletyn Historii Sztuki, Nr. XXXIII, 1971, Band 3